# Csíralemez
A csíralemezek az egyedfejlődés során helyi differenciálódással létrejövő sejthalmazok, amik lemezekként léteznek az embrionális fejlődés elején. Ezek későbbi fejlődés során a test különböző részeivé fognak válni. A három csíralemez az ektoderma, a mezoderma és az endoderma. Ezek közül nevük szerint az első van legkívül és az utolsó van legbelül. Az ektoderma amnioblasztokból, a mezoderma és endoderma embrioblasztokból jönnek létre.
Ezek a fajta sejtek majd különféle funkciókat tudnak ellátni, így különféle szöveteket és szerveket fognak alkotni:
Ektoderma – A legkülső csíralemez. Két fő származéka a bőr hámja és az idegrendszer. Ide tartozik még a fogzománc, a fogcement, a dentin, a nyelőcső hámja, a szemlencse, a szaglóhám és az ízlelőbimbók.
Mezoderma – A középső csíralemez. Fő származéka a keringési és a vázrendszer pár kivételen kívül. Ide tartozik még a vesék nagy része és a testen belül nagyon sok kötőszöveti elem.
Endoderma – A legbelső csíralemez. Fő származékai az emésztő és légző szervrendszer hámjai. Ide tartozik még  a garat, a pajzsmirigy, a húgyhólyag és a vagina hámja.